# Pseudobagrus wui
Pseudobagrus wui és una espècie de peix de la família dels bàgrids i de l'ordre dels siluriformes.